# 朱勛澂
唐山恭懿王朱勋澂（1478年—1560年），明朝唐山荣康王朱诠铍嫡长子。

## 生平
成化十九年（1483年）三月作为镇国将军之子得赐名。
弘治四年（1491年）十二月，朱诠铍去世。弘治七年（1494年）十月，明孝宗御奉天殿，傳詔遣保定侯梁任、永康侯徐錡、懷寧侯孫泰、會昌侯孫銘、駙馬都尉楊偉、馬誠、崇信伯費淮、興安伯徐盛、成安伯郭寧、彭城伯張信、惠安伯張偉、清平伯吳琮、建平伯高霳、武進伯朱潔、南寧伯毛良、刑部右侍郎戴珊、都察院左僉都御史楊謐、通政使司左通政毛倫各自持節充正使，翰林院侍讀江瀾、尚寶司少卿楊泰、戶科給事中王璽、禮科右給事中孫孺、兵科給事中東思恭、中書舍人孫琰、戶部郎中李文安、員外郎胡倬、禮部員外郎尹萬化、兵部郎中費瑄、刑部員外郎尹嘉言、屈直、周東、商良輔、工部員外郎朱恩、周濬、鴻臚寺左少卿杜英、李鐩充副使，冊封朱勛澂袭封唐山王。
弘治八年（1495年）三月，因朱勋澂所请，賜《尚書》《詩傳》《四書》各一部。
弘治九年（1496年）十一月，孝宗御奉天殿，傳詔遣泰寧侯陳璇、安鄉伯張恂、成安伯郭寧、懷柔伯施瓚、費淮、吳琮、武平伯陳勳、徐盛、刑部右侍郎屠勳、通政司左通政張璞持節充正使，尚寶司少卿孫琰、鴻臚寺左少卿岳鎮、戶科給事中趙士賢、兵科給事中周序、刑科給事中李濬、中書舍人馬曇、戶部郎中王瓊、兵部員外郎李浩、刑部郎中張銓、工部郎中劉昂充副使，册封西城兵馬副指揮趙相的長女為唐山王妃。
弘治十七年（1504年）闰四月，因朱勋澂所请，賜其《為善陰隲》《四書集註》等書。十二月，因朱勋澂所请，賜《易經》《四書集註》。
瀋恭王朱诠钲死后，因独子福山恭和王朱勋𣴣先死，由独孙朱胤桤管王府事、等候袭封为瀋王。嘉靖九年（1530年）朱胤桤未及袭封就去世，瀋恭王绝嗣。十月，福山王妃郄氏上奏称根据朱勋澂等郡王以倫序推得应由瀋恭王最年长的弟弟靈川榮懿王朱詮鉌的嫡長孫、素以仁孝为人所知的靈川王朱胤栘攝主喪事、承繼宗祀、襲封瀋王。世宗最终定下由朱胤栘袭封瀋王。
嘉靖三十九年（1560年），朱勋澂去世。其嫡长子唐山长子朱胤楀未及受册袭封也去世。隆庆三年（1569年），朱胤楀的庶长子朱恬熇袭封唐山王。

## 评价
- 《弇山堂别集》卷072：敬順事上，温柔賢善。